# 99瓶啤酒
《99瓶啤酒》（99 Bottles of Beer）是一首作者不详的民謠，20世纪中叶起在美国和加拿大流傳。歌曲從99瓶啤酒開始倒數，它的歌词重复，很容易就能记住，可以唱很久來打發時間。因此它在长途旅行中很受欢迎，例如班级旅遊，或是童子军的活动中。这首歌源于英国儿歌“十个绿色的瓶子”。

## 歌词
这首歌的歌词如下：

99瓶啤酒在墙上，99瓶啤酒在牆上。拿走一瓶傳下去，98瓶啤酒在墙上……

同样的乐句不断重复，每次减少一个瓶子，直到一个也不剩。最后一节、最后一个瓶子之后的部分有不同的唱法：

墙上没有啤酒了，牆上没有啤酒了。再去商店多买些，99瓶啤酒在墙上……

或是：

墙上没有啤酒了，牆上没有啤酒了。我們喝光傳完了，現在就要醉倒了！

另一种唱法是：
如果這瓶摔破了，真是浪费酒精呢！

## 具有数学灵感的变体
唐納德伯德（Donald Byrd）收集了許多受數學啟發的歌詞變體，他認為這些歌詞具有教育與娛樂用途。下面列舉幾項：
- “无穷多瓶啤酒在墙上”。如果拿下一瓶，仍有无穷多瓶啤酒在墙上（从而创造一个永無止境的序列，更像"The Song That Never Ends（英语：The Song That Never Ends）"）。
  - “阿列夫0數瓶啤酒在墙上”。阿列夫零是自然数集的势，并且是最小的、唯一一个可数的无穷大；因此，即使偶数编号的啤酒掉下来，其数量为阿列夫零，剩下的还是阿列夫零。
  - “阿列夫1/2/3/...數瓶啤酒在墙上”。阿列夫1/2/3/...數是不可数的无穷集合，它是大于可数无穷集合的；因此，如果只有可数无穷多瓶啤酒掉了下来，啤酒数仍然是不可数的。

## 计算机科学中的体现

### Python
在Python的内置库中，有一个示例程序/Tools/demo/beer.py, 运行该程序会在标准输出中得到99瓶啤酒的一个版本，也可以通过命令行让其输出任意瓶啤酒。